# Lubalo
Lubalo – miasto w Angoli, w prowincji Lunda Północna.